# ГЕС Rånåsfoss
ГЕС Rånåsfoss — гідроелектростанція на півдні Норвегії, за три десятки кілометрів на схід від Осло. Знаходячись між ГЕС Funnefoss (40 МВт, вище по течії) та ГЕС Bingsfoss (32,5 МВт), входить до складу каскаді на найбільшій річці країни Гломмі, яка тече до протоки Скагеррак.
В межах проекту річку перекрили бетонною гравітаційною греблею висотою 18 метрів та довжиною 180 метрів, частина якої отримала гранітне облицювання. Ліворуч греблю продовжує машинний зал, котрий ввели в експлуатацію в 1922 році з шістьома турбінами типу Френсіс потужністю по 9 МВт, які виробляли 220 млн кВт·год електроенергії на рік.
На початку 1980-х на правобережжі облаштували ще один машинний зал Rånåsfoss 2, в якому запустили одну турбіну типу Каплан потужністю 44 МВт, котра продукує 280 млн кВт·год. А у першій половині 2010-х обладнання Rånåsfoss 1 демонтували (остання турбіна була зупинена в серпні 2014-го) та замінили на шість пропелерних турбін потужністю по 13,5 МВт (Rånåsfoss 3), які виробляють 280 млн кВт·год.
Всі гідроагрегати станції використовують напір у 12,3 метра.